# ハーレーダビッドソン・ストリート
ストリート（Street）とは、アメリカのオートバイ製造会社であるハーレーダビッドソンが販売していたオートバイである。シリーズ車種として排気量別に2車種と新モデルのストリートロッドが生産されており、型番はXG（エックスジー）。
本項ではストリートのエンジンを搭載した競技用車両であるXG750R（エックスジー750アール）についても記述する。

## 概要
ストリートは2013年のEICMA（ミラノショー）で発表され、35歳以下のライダーをターゲットとし、都市を俊敏に走り、タイトに曲がることを目指して設計されたオートバイである。エンジンは完全新作の水冷60°V型2気筒で、スポーツスターよりも重量は30kgほど軽量であり、カフェレーサーのような外観とクルーザーというよりネイキッドに近いハンドリングで取回しも軽くなっている。2016年現在、750ccと500ccが生産されているが、日本では750ccのみが輸入販売されている。価格も低価格であるため若者にも買いやすくなっている。なお生産はインドの現地法人が行っている。
前述のようにスポーツスターよりも軽く車高も低いということで女性や小柄なライダーでも扱いやすいため、日本の自動車教習所では大型自動二輪車用の教習車として使われ始めている。
2017年3月のモーターサイクルショーで披露となったニューモデルXG750A「ストリートロッド」が同年販売される。ノーマルのストリート750と比べると車体の高さそのものがアップし、足つき性は損なわれるが、カフェレーサーという本モデルのコンセプトに則ったスタイリングとなった。フロントフォークの角度もノーマルに比べて絞られ、車体そのものが引き締まりビジュアルイメージは往年の名車XLCRを彷彿させる。
2020年ハーレーがインドでの販売と製造の中止を発表して事により、インド生産モデルであるストリートシリーズはEURO5に適合していないこともあり、インド工場の閉鎖に伴い生産中止となる。

## XG750R
ストリートはエックスゲームズの競技向けベース車両となっており、2014年にスパイクタイヤを装着させたアイスレース仕様と、ダートトラック向けの改良を加えたフラットトラック仕様が発表されている。
そしてAMAフラットトラック向けの仕様として、1970年に登場したXR-750の後継車両としての開発も進められ、2016年シーズンより XG750R としてデビューした。なおXG750Rの車体は市販のストリートのものをほぼ刷新しており、エンジンはXG750から改良したものを搭載している。